# Bradysia latiponsa
Bradysia latiponsa är en tvåvingeart som beskrevs av Hans-Georg Rudzinski 1997. Bradysia latiponsa ingår i släktet Bradysia och familjen sorgmyggor. Inga underarter finns listade i Catalogue of Life.